# Tropidodipsas fischeri
Tropidodipsas fischeri är en ormart som beskrevs av Boulenger 1894. Tropidodipsas fischeri ingår i släktet Tropidodipsas och familjen snokar. Inga underarter finns listade i Catalogue of Life.
Denna orm förekommer i södra Mexiko, Guatemala, El Salvador och Honduras. Arten lever i bergstrakter mellan 1000 och 3000 meter över havet. Den vistas i skogar som domineras av tallar och ekar. Tropidodipsas fischeri har främst snäckor och sniglar som föda. Honor lägger ägg.
Beståndet hotas av skogsröjningar. I utbredningsområdet ingår flera skyddszoner. IUCN listar arten som livskraftig (LC).